# Escuela Nacional de Ballet
A Escuela Nacional de Ballet  é uma escola de dança acadêmica da Venezuela, fundada em Caracas em 1948 por Nena Coronil. Foi a primeira escola de balé formalmente constituída na Venezuela e assim permaneceu até 1957.